# Ascocarpo

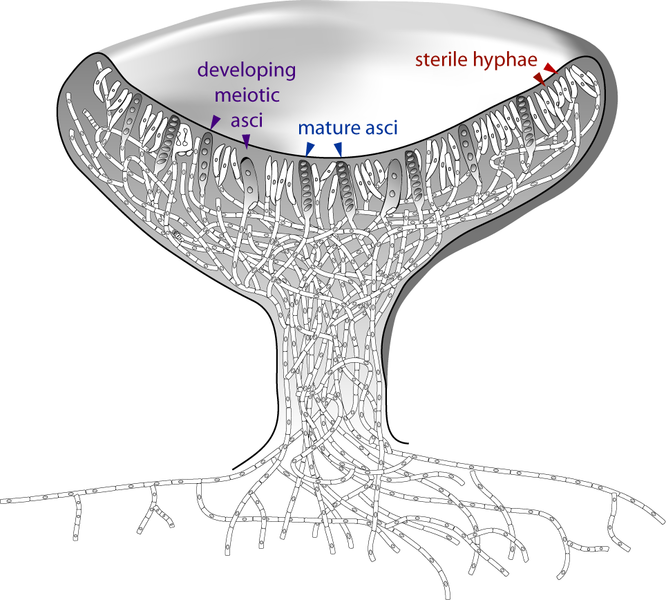
Diagrama de um ascocarpo (apotécio) mostrando os tecidos estéreis e ascos maduros e em desenvolvimento.

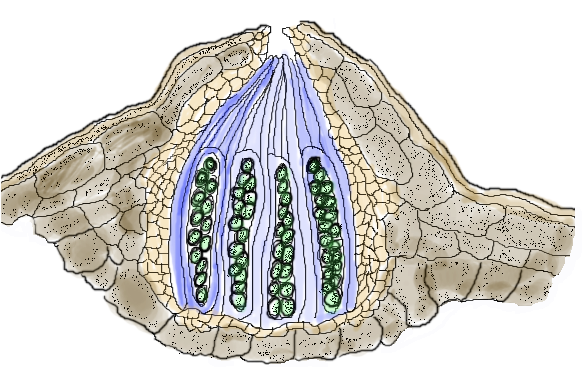
Diagrama de um peritécio (os ascosporos, representados a verde, agrupam-se em 8 pares em cada asco).

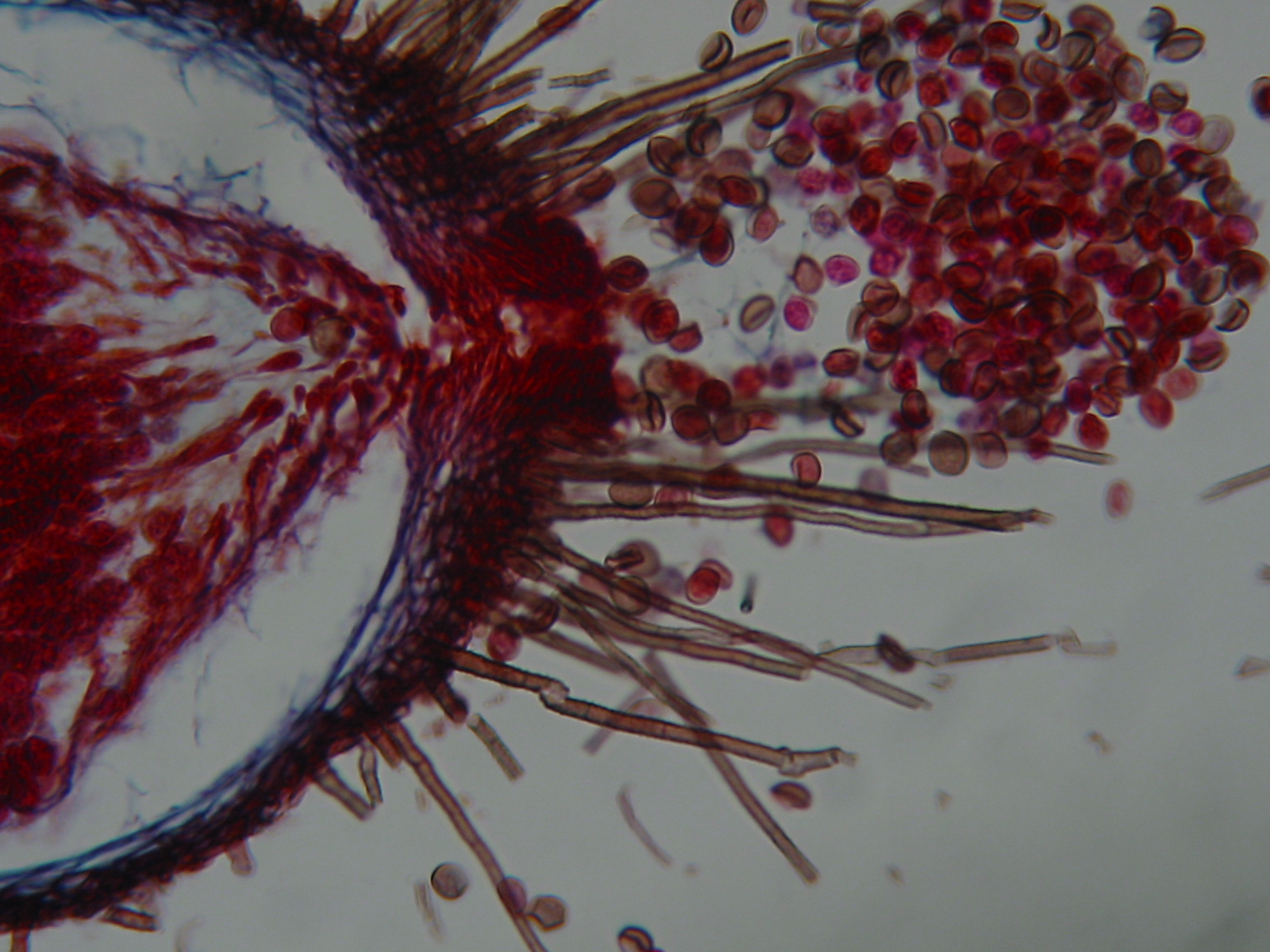
A ruptura de um cleistotécio.

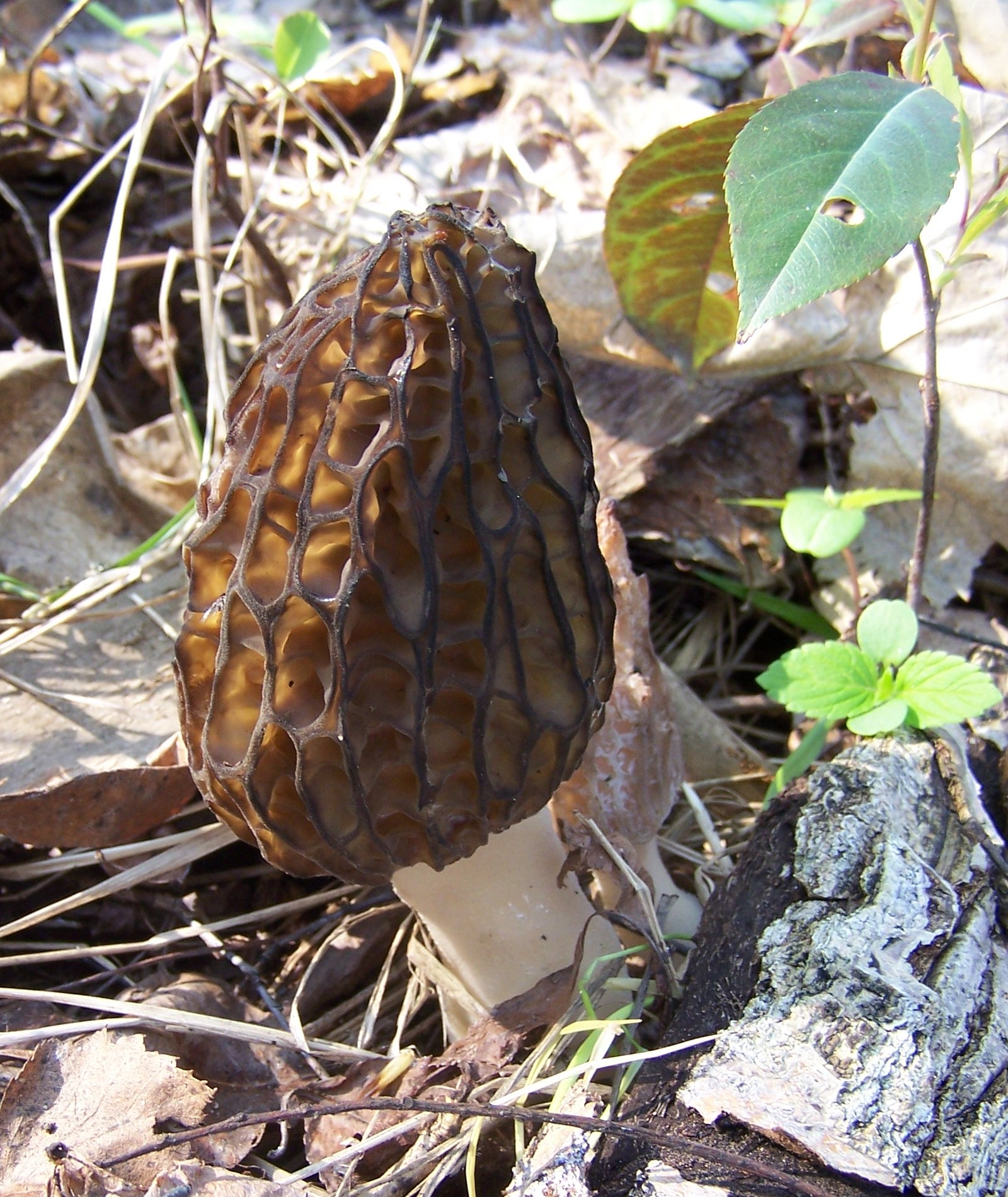
Numerosos apotécios no ascocarpo de uma morquela.

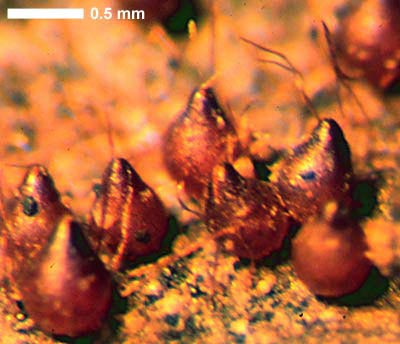
Peritécios de um fungo do género Nectria.

Ascocarpo, ou ascoma, é a designação dada em micologia ao corpo frutificante característico dos fungos pertencentes ao filo Ascomycota (ascomicetas), no qual se incluem diversas espécies formadoras de líquenes. Os esporocarpos destes fungos são estruturas reprodutivas complexas, compostas por hifas entrelaçadas e firmemente compactadas, na superfície interior das quais se desenvolvem milhões de ascos, um tipo específico de estrutura formado por células reprodutivas que quando maturam originam tipicamente oito ascósporos. Em muitos ascomas, os ascos formam uma camada designada por himénio ou camada himenial.
Quanto à morfologia, os ascomas podem ser abertos e com a forma aproximada de uma taça (apotécio), fechados e esféricos (cleistotécio), ou em forma de pera ou de garrafa, com um pequeno poro através do qual os ascósporos são libertados (peritécio). A maioria dos ascomas são macroscópicos, sendo que os apotécios podem ser relativamente grandes e carnudos, enquanto os restantes tipos são submicroscópicos ou microscópicos, raramente ultrapassando o tamanho de um grão de pimenta moída.
O termo "ascocarpo" tem vindo a ser preterido por muitos autores em favor do termo "ascoma" (plural: "ascomas" ou "ascomata").

## Classificação dos ascocarpos
Uma forma de classificação básica dos ascocarpos assenta na sua localização (embora esta característica tenha pouco valor taxonómico), dividindo-os em duas grandes categorias: 
- Epígeos — os que crescem acima do solo, como por exemplo as morquelas;
- Hipógeos — os que crescem abaixo do solo, formando estruturas subterrâneas, como por exemplo as trufas.

Muito mais significativa do ponto de vista taxonómico é a classificação quanto à morfologia, em particular quanto à forma e posição do himénio. A classificação morfológica mais comum divide os ascomas nos seguintes quatro tipos morfológicos básicos:
- Apotécio — é a forma mais comum de ascoma, consistindo num corpo frutificante em forma de taça, por vezes quase discoidal, com uma abertura alargada, em geral voltada para cima; a estrutura é séssil e carnuda, podendo atingir grandes dimensões, apresentando três partes distintas, nomeadamente o himénio (ou hymenium) na sua superfície concava superior, o hipotécio (ou hypothecium) e o excípulo (ou excipulum). Os ascos forma-se na superfície do himénio, ficando expostos na camada superior aquando da maturação. Os exemplos mais típicos deste tipo de ascoma ocorrem nos fungos pertencentes à classe Pezizomycetes, nos quais a camada fértil do himénio está livre, permitindo a dispersão simultânea de milhões de esporos. Os fungos conhecidos por morquelas (género Morchella) produzem massas de ascocarpos comestíveis (que não são cogumelos) com elevado valor comercial dada a sua valia gastronómica (as morquelas são massas de apotécios fundidos numa estrutura comum em forma de cogumelo invertido). Estruturas similares ocorrem nos géneros Helvella e Gyromitra.
- Cleistotécio — agrupa os ascomas com forma globosa, ou mesmo esferoidal, que formam corpos frutificantes com o himénio fechado, sem qualquer abertura para o exterior. Nestas estruturas, a parede externa, geralmente designada por peredium, consiste geralmente numa camada de hifas frouxamente entrelaçadas que formam um pseudoparênquima (pseudoparenchyma) que contém no seu interior os ascos. Nalguns casos os cleistotécios apresentam massas de hifas que se projectam a partir da sua superfícies externa, formando estruturas em geral designadas por apêndices. Os ascos encontram-se dispersos pelo interior dos ascocarpos (como no género Eurotium) ou formando tufos a partir da região basal do ascocarpo (como em Erysiphe). Na maioria dos casos, os ascos que ocorrem neste tipo de ascoma são globosos e em forma de pêra, sendo libertados na maturação pela desintegração irregular da parede do cleistotécio. Um subtipo, que ocorre por exemplo em Gymnoascus, é por vezes designado por gimnotécio (gymnothecium).[4] O tipo ocorre em Eurotium (género designado com base no estado imperfeito de Aspergillus). Como neste tipo de ascoma os esporos não são libertados automaticamente, os fungos com cleistotécios tiveram que desenvolver novas estratégias para disseminar os seus esporos. As trufas, por exemplo, resolveram este problema atraindo animais, como os javalis, que quebram os ascocarpos saborosos e espalham os esporos sobre uma vasta área. Os cleistotécios são encontrados principalmente em fungos que têm pouco espaço disponível para os seus ascocarpos, como aqueles que vivem sob casca de árvores ou são subterrâneos, como as trufas. Ocorre também em fungos dermatófitos, como por exemplo os do género Arthroderma.
- Peritécio — são estruturas em forma de garrafa, comunicando com o exterior por uma abertura, que forma um poro ou ostíolo (uma papila curto encimada por um poro circular), através da qual são libertados os ascósporos. O canal ostiolar pode ser revestido por estruturas com morfologia capilar designadas por perífises. O ascos unitunicados são geralmente de forma cilíndrica, suportados por uma estipe (haste), libertada a partir de um poro desenvolvido na parede interior da peritécio e surgem a partir de uma célula basal (plectenchyma-centrum). Exemplos deste tipo de estrutura encontrsam-se nos membros das ordens Sphaeriales e Hypocreales. Peritécios também são encontrados em Xylaria e Nectria.
- Pseudotécio — este tipo é semelhante a um peritécio, mas os ascos não são regularmente organizados numa camada himenial distinta. A estrutura é bitunicada, com uma parede dupla que se expande quando absorve água, rebentando num movimento súbito que expulsa os esporos e promove a sua dispersão. Entre as espécies com este tipo de estrutura está a sarna-da-macieira (Venturia inaequalis) e a doença da castanha (Guignardia aesculi).